# Bruny (Pologne)
Pour les articles homonymes, voir Bruny.
Bruny est une localité polonaise de la gmina de Wołczyn, située dans le powiat de Kluczbork en voïvodie d'Opole.